# Bathycongrus macrocercus
Bathycongrus macrocercus és una espècie de peix pertanyent a la família dels còngrids.
És un peix marí i batidemersal. Es troba a l'Índic oriental: les illes Andaman.
És inofensiu per als humans.